# ヤン・ヴィルス
ヤン・ヴィルス（Jan Wils、1891年2月22日-1972年2月11日）は、オランダの建築家。北ホラント州アルクマール出身。
オランダの新造形主義芸術家集団のデ・ステイルの創立メンバーのうちの一人で、ピエト・モンドリアン、テオ・ファン・ドースブルフ、ヘリット・リートフェルトなどが所属した。
1928年のアムステルダムオリンピックの際に会場であるオリンピスフ・スタディオンの設計を行っており、ヴィルスもこれによりこのオリンピックで行われた芸術競技の建築部門で金メダルを獲得している。